# Eliahu Ibraham Jury
Eliahu Ibraham Jury (Bagdá, 23 de maio de 1923) é um engenheiro estadunidense. Obteve um doutorado na Universidade Columbia em 1953. Foi professor de engenharia elétrica na Universidade da Califórnia em Berkeley e na Universidade de Miami.
Desenvolveu a transformação-Z avançada, usada em sistemas de controle digital e processamento de sinais.
Recebeu ao Prêmio Richard E. Bellman de 1993.